# O Cangaceiro
O Cangaceiro é um filme brasileiro de 1953 escrito e dirigido por Lima Barreto, com diálogos criados por Rachel de Queiroz.
O Cangaceiro foi o primeiro filme brasileiro a conquistar as telas do mundo e considerado o melhor filme da Companhia Cinematográfica Vera Cruz, sua história se inspirava na lendária figura de Lampião.
O Cangaceiro ganhou o prêmio de melhor filme de aventura e de melhor trilha sonora no Festival Internacional de Cannes. A música Mulher Rendeira é interpretada pela também atriz Vanja Orico acompanhada pelo coro dos Demônios da Garoa. O sucesso em Cannes levou o filme para mais de 80 países e ele foi vendido para a Columbia Pictures. Só na França, ficou cinco anos em cartaz. Durante as gravações, os Demônios da Garoa conheceram o compositor Adoniran Barbosa.
O filme foi rodado em Vargem Grande do Sul, interior do estado de São Paulo. Segundo o diretor, a paisagem da cidade se parecia muito com a nordestina.
Após o sucesso do filme, semelhante ao que acontecia com os atores de filmes de faroeste americanos, o ator Milton Ribeiro virou personagem de histórias em quadrinhos criadas por Gedeone Malagola para Editora Jupiter na década de 1950. A diferença do Milton Ribeiro dos quadrinhos para o Galdino do filme, era que nos quadrinhos Milton era um herói do Sertão. Em novembro de 2015 o filme entrou na lista feita pela Associação Brasileira de Críticos de Cinema (Abraccine) dos 100 melhores filmes brasileiros de todos os tempos.
Foi listado por Jeanne O Santos, do Cinema em Cena, como "clássicos nacionais".

## Sinopse
O cangaceiro "Capitão" Galdino aterroriza vilarejos pobres da Região Nordeste do Brasil, saqueando e matando com frequência com seu bando armado. Num de seus ataques ele rapta a professora Olívia e pede 20 contos de resgate por ela. Mas ele e o seu braço direito, o valente Teodoro, ficam atraídos pela bonita cativa e a discórdia se instaura no bando.

## Elenco

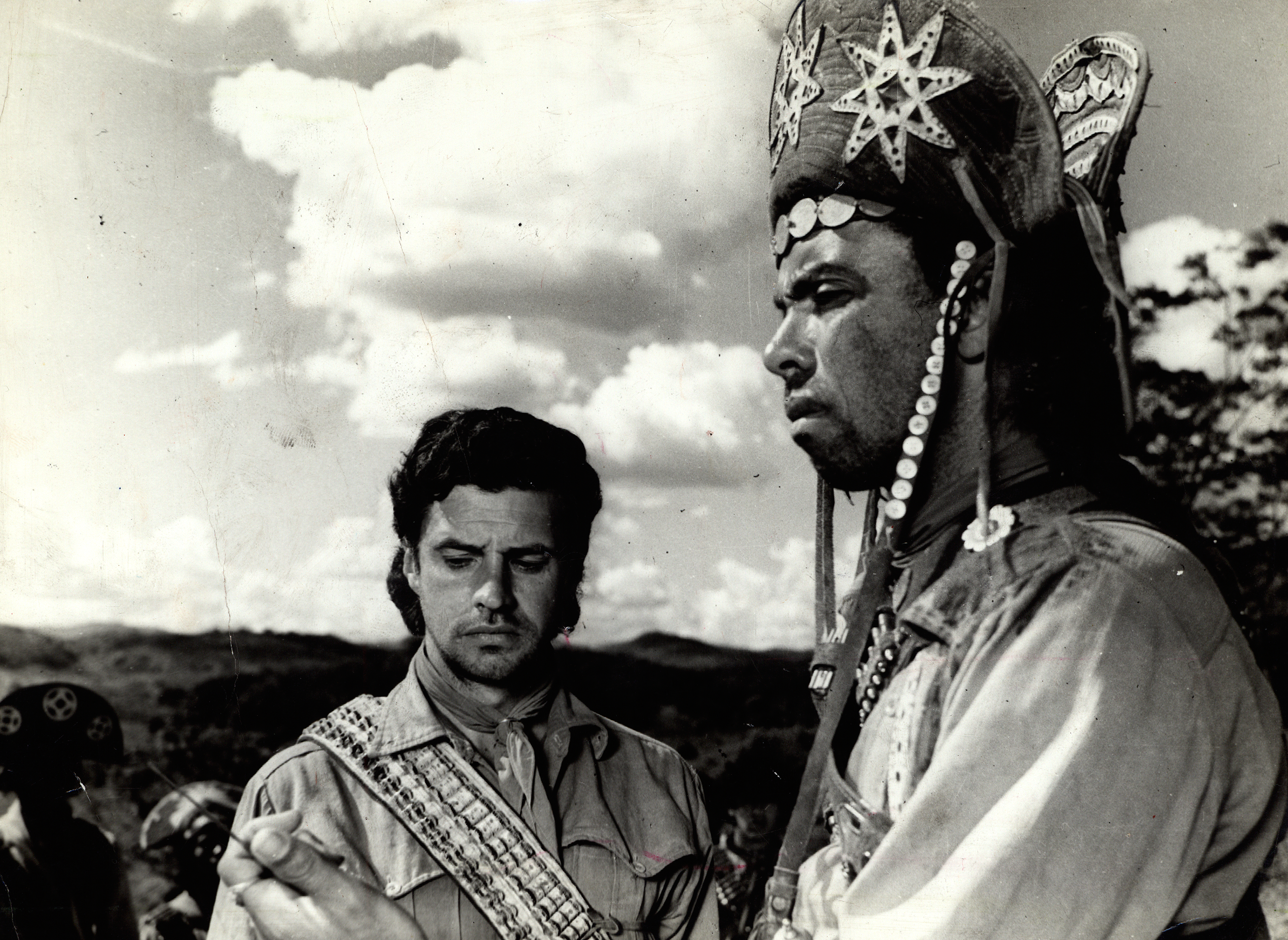
Alberto Ruschel e Milton Ribeiro em cena do filme O Cangaceiro

- Alberto Ruschel -  Teodoro
- Marisa Prado -  Olívia
- Milton Ribeiro - Galdino
- Vanja Orico - Maria Clódia
- Adoniran Barbosa -  Mané Mole
- Lima Barreto
- Zé do Norte
- Antônio Coelho
- Nieta Junqueira